# 治承
治承（、ちしょう）は、日本の元号の一つ。安元の後、養和の前。1177年から1181年までの期間を指す。この時代の天皇は高倉天皇、安徳天皇。
青年期は、平氏政権の本格的な確立期および、それに反発して起こった全国的な内乱、すなわち治承・寿永の乱の初期に当たる。源頼朝の関東政権では、この先の養和・寿永の元号を使わず、治承を引き続き使用した。

## 改元
- 安元3年8月4日（ユリウス暦1177年8月29日） 改元
- 治承5年7月14日（ユリウス暦1181年8月25日） 養和に改元

## 治承期におきた出来事
- 治承元年（1177年) 鹿ケ谷の陰謀発覚
- 治承2年3月24日（1178年4月13日）治承の大火（次郎焼亡）
- 治承3年11月（1179年) 治承三年の政変（平清盛のクーデター）。後白河法皇を幽閉。
- 治承4年4月（1180年） 以仁王の挙兵（治承・寿永の乱の始まり）。中御門京極あたりから六条わたりまで大きなる辻風起こる[1]。
- 治承4年6月 平清盛の主導による福原京の造営。
- 治承4年8月 源頼朝、伊豆で挙兵。
- 治承4年10月 富士川の戦い。
- 治承5年閏2月4日　平清盛死去（享年64）

## 西暦との対照表
※は小の月を示す。
| 治承元年（丁酉） | 一月※     | 二月  | 三月※  | 四月  | 五月※ | 六月※ | 七月    | 八月※ | 九月  | 十月※ | 十一月  | 十二月   |           |
| ---------------- | --------- | ----- | ------ | ----- | ----- | ----- | ------- | ----- | ----- | ----- | ------- | -------- | --------- |
| ユリウス暦       | 1177/2/1  | 3/2   | 4/1    | 4/30  | 5/30  | 6/28  | 7/27    | 8/26  | 9/24  | 10/24 | 11/22   | 12/22    |           |
| 治承二年（戊戌） | 一月      | 二月※ | 三月   | 四月※ | 五月  | 六月※ | 閏六月※ | 七月  | 八月※ | 九月  | 十月※   | 十一月   | 十二月    |
| ユリウス暦       | 1178/1/21 | 2/20  | 3/21   | 4/20  | 5/19  | 6/18  | 7/17    | 8/15  | 9/14  | 10/13 | 11/12   | 12/11    | 1179/1/10 |
| 治承三年（己亥） | 一月※     | 二月  | 三月   | 四月※ | 五月  | 六月※ | 七月※   | 八月  | 九月※ | 十月  | 十一月※ | 十二月   |           |
| ユリウス暦       | 1179/2/9  | 3/10  | 4/9    | 5/9   | 6/7   | 7/7   | 8/5     | 9/3   | 10/3  | 11/1  | 12/1    | 12/30    |           |
| 治承四年（庚子） | 一月※     | 二月  | 三月   | 四月※ | 五月  | 六月※ | 七月    | 八月※ | 九月  | 十月※ | 十一月  | 十二月※  |           |
| ユリウス暦       | 1180/1/29 | 2/27  | 3/28   | 4/27  | 5/26  | 6/25  | 7/24    | 8/23  | 9/21  | 10/21 | 11/19   | 12/19    |           |
| 治承五年（辛丑） | 一月      | 二月※ | 閏二月 | 三月※ | 四月  | 五月  | 六月※   | 七月  | 八月※ | 九月  | 十月※   | 十一月   | 十二月※   |
| 養和元年         | 一月      | 二月※ | 閏二月 | 三月※ | 四月  | 五月  | 六月※   | 七月  | 八月※ | 九月  | 十月※   | 十一月   | 十二月※   |
| ユリウス暦       | 1181/1/17 | 2/16  | 3/17   | 4/16  | 5/15  | 6/14  | 7/14    | 8/12  | 9/11  | 10/10 | 11/9    | 12/8     | 1182/1/7  |
| 治承六年（壬寅） | 一月      | 二月※ | 三月   | 四月※ | 五月  | 六月※ | 七月    | 八月  | 九月※ | 十月  | 十一月※ | 十二月   |           |
| 養和二年         | 一月      | 二月※ | 三月   | 四月※ | 五月  | 六月※ | 七月    | 八月  | 九月※ | 十月  | 十一月※ | 十二月   |           |
| ユリウス暦       | 1182/2/5  | 3/7   | 4/5    | 5/5   | 6/3   | 7/3   | 8/1     | 8/31  | 9/30  | 10/29 | 11/28   | 12/27    |           |
| 治承七年（癸卯） | 一月※     | 二月  | 三月※  | 四月※ | 五月  | 六月※ | 七月    | 八月  | 九月※ | 十月  | 閏十月※ | 十一月   | 十二月    |
| 寿永二年         | 一月※     | 二月  | 三月※  | 四月※ | 五月  | 六月※ | 七月    | 八月  | 九月※ | 十月  | 閏十月※ | 十一月   | 十二月    |
| ユリウス暦       | 1183/1/26 | 2/24  | 3/26   | 4/24  | 5/23  | 6/22  | 7/21    | 8/20  | 9/19  | 10/18 | 11/17   | 12/16    | 1184/1/15 |
| 治承八年（甲辰） | 一月※     | 二月  | 三月※  | 四月※ | 五月  | 六月※ | 七月    | 八月  | 九月※ | 十月  | 十一月  | 十二月※  |           |
| 寿永三年         | 一月※     | 二月  | 三月※  | 四月※ | 五月  | 六月※ | 七月    | 八月  | 九月※ | 十月  | 十一月  | 十二月※  |           |
| ユリウス暦       | 1184/2/14 | 3/14  | 4/13   | 5/12  | 6/10  | 7/10  | 8/8     | 9/7   | 10/7  | 11/5  | 12/5    | 1185/1/4 |           |